# Bakalrejo (Susukan)
Bakalrejo is een bestuurslaag in het regentschap Semarang van de provincie Midden-Java, Indonesië. Bakalrejo telt 3924 inwoners (volkstelling 2010).